# Cinara terminalis
Cinara terminalis är en insektsart som först beskrevs av David D. Gillette och Palmer 1924.  Cinara terminalis ingår i släktet Cinara och familjen långrörsbladlöss. Inga underarter finns listade i Catalogue of Life.